# Ямагата-синкансэн

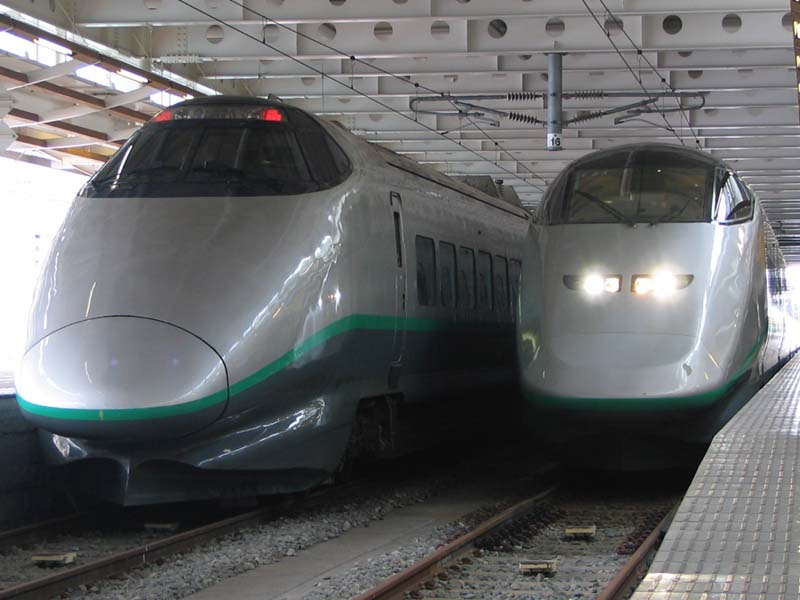
Поезда серии 400 и серии E3 на станции Синдзё

Ямагата-синкансэн (яп. 山形新幹線 Ямагата синкансэн) — железнодорожная линия на японском острове Хонсю, которая соединяет станции Фукусима и Синдзё.

## История
- 1 июля 1992 года по маршруту Цубаса от станции Токио до станции Ямагата начали ходить поезда из шести вагонов серии 400, присоединившихся к серии 200 на линии Тохоку Синкансэн между станциями Токио и Фукусима.
- 1 декабря 1995 года поезда увеличивают до 7 вагонов.
- 4 декабря 1999 года линия продлевается до Синдзё.
- 21 сентября 2001 года двухэтажная серия E4 заменила серию 200 на Тохоку Синкансэн.

## Операции
По линии курсируют поезда серии E3, состоящие из 7 вагонов. Между станциями Токио и Фукусима поезда маршрута Цубаса сцепляются с поездами маршрута Ямабико с линии Тохоку Синкансэн. Между Фукусимой и Синдзё поезда идут несцеплёнными.

## Станции
| Станция            | Японское название | Расстояние (км) от Фукусимы | Линии                                                                          | Местоположение | Местоположение      |
| ------------------ | ----------------- | --------------------------- | ------------------------------------------------------------------------------ | -------------- | ------------------- |
| Фукусима           | 福島              | 0,0                         | Тохоку-синкансэн, Линия Тохоку, Главная линия Оу, Линия Абукума, Линия Иидзака | Фукусима       | Префектура Фукусима |
| Ёнэдзава           | 米沢              | 40,1                        | Главная линия Оу, Линия Ёнэсака                                                | Ёнэдзава       | Префектура Ямагата  |
| Такахата           | 高畠              | 49,9                        | Главная линия Оу                                                               | Такахата       | Префектура Ямагата  |
| Акаю               | 赤湯              | 56,1                        | Главная линия Оу, Линия Флауэр Нагаи                                           | Нанъё          | Префектура Ямагата  |
| Каминояма Онсэн    | かみのやま温泉    | 75,0                        | Главная линия Оу                                                               | Каминояма      | Префектура Ямагата  |
| Ямагата            | 山形              | 87,1                        | Линия Сэндзан, Линия Атэрадзава, Главная линия Оу                              | Ямагата        | Префектура Ямагата  |
| Тэндо              | 天童              | 100,4                       | Главная линия Оу                                                               | Тэндо          | Префектура Ямагата  |
| Сакурамбо Хигасинэ | さくらんぼ東根    | 108,1                       | Главная линия Оу                                                               | Хигасинэ       | Префектура Ямагата  |
| Мураяма            | 村山              | 113,5                       | Главная линия Оу                                                               | Мураяма        | Префектура Ямагата  |
| Оисида             | 大石田            | 126,9                       | Главная линия Оу                                                               | Оисида         | Префектура Ямагата  |
| Синдзё             | 新庄              | 148,6                       | Главная линия Оу, Восточная линия Рикуу, Западная линия Рикуу                  | Синдзё         | Префектура Ямагата  |

1. ↑  Kobayashi T. Progress of Electric Railways in Japan (англ.) // (unknown type) — 2005. — Iss. 42. — P. 62.